# Рейнбоу Роуъл
Рейнбоу Роуъл (на английски: Rainbow Rowell) е американска журналистка и писателка, авторка на бестселъри в жанровете юношески и съвременен роман.

## Биография и творчество
Рейнбоу Роуъл е родена на 24 февруари 1973 г. в Омаха, Небраска, САЩ. Като дете чете много и мечтае да бъде библиотекарка. Среща съпруга си в средното училище и се омъжва след завършване на гимназията.
Учи журналистика и английски език в Университета на Набраска в Линкълн и завършва с бакалавърска степен през 1995 г. В продължение на 10 години работи като журналист в Omaha World Herald, като става най-младият колумнист в него. След това работи 4 години в рекламна фирма като копирайтър и творчески директор. Заедно с работата си в рекламната агенция започва да пише роман като хоби. Прекъсва заниманието си за две години, когато ражда първото си дете, но след това го завършва и предлага за печат.
През 2011 г. е издаден първия ѝ роман, съвременната романтична комедия „Прикачен“. Той представя историята на IT техник, който се влюбва в жена докато преглежда работната ѝ поща.
Става известна с втория си роман „Елинор & Парк“ от 2012 г., разказващ за трепетите на първата любов. Той става бестселър и я прави известна.
Следващият ѝ роман „Фенка“ от 2013 г. се обръща към темата за алтернативната интернет култура.
Рейнбоу Роуъл живее със семейството си в Омаха, Небраска.

## Произведения

### Самостоятелни романи
- Attachments (2011)
Прикачен, изд.: „Егмонт България“, София (2016), прев. Красимира Абаджиева
- Eleanor & Park (2012)
Елинор & Парк, изд.: „Егмонт България“, София (2015), прев. Ирена Алексиева
- Fangirl (2013)
Фенка, изд.: „Егмонт България“, София (2015), прев. Ирена Алексиева
- Landline (2014)
Връзка, изд.: „Егмонт България“, София (2016), прев. Ирена Алексиева
- Carry On (2015)

### Сборници
- My True Love Gave to Me (2014) – със Стефани Пъркинс, Холи Блек, Али Картър, Мат де ла Пеня, Гейл Форман, Джени Хан, Дейвид Левитан, Кели Линк, Майра Макинтайър, Лейни Тейлър и Кирстен Уайт
„Полунощи“, разказ в сборника „Любовта ми подари : 12 празнични истории“, изд.: „Сиела“, София (2016), прев. Деница Райкова[1]